# Xylocopa steindachneri
Xylocopa steindachneri är en biart som beskrevs av Maidl 1912. Xylocopa steindachneri ingår i släktet snickarbin, och familjen långtungebin. Inga underarter finns listade i Catalogue of Life.